# Mykoła Sachno-Ustymowycz
Mykoła Sachno-Ustymowycz, ukr. Микола Сахно-Устимович (ur. 1863 – zm. 14 grudnia 1918 w Kijowie) – ukraiński działacz polityczny, premier rządu ukraińskiego za Hetmanatu, inżynier technolog.
Pochodził z historycznej rodziny kozackiej. Był właścicielem majątku koło Połtawy. Został zabity przez powstańców, podczas powstania antyhetmańskiego.
Premierem rządu był tylko dwa dni – 29 i 30 kwietnia 1918.